# بلوط پرتگاه
بلوط پرتگاه (نام علمی: Quercus austrina) نام یک گونه از سرده بلوط است.